# Afanasi Fet

Afanasi Afanásievich Fet (Афанасий Афанасьевич Фет; Novosiolki, cerca de Mtsensk, 23 de noviembre de 1820-Moscú, 21 de noviembre de 1892) fue un poeta lírico ruso. Partidario del arte por el arte, también destacó como traductor y autor de escritos autobiográficos.

## Biografía
El apellido por el que es conocido, Fet, procede del primer marido de su madre, un alemán llamado Johann Foeth. No sé sabe si Afanasi era hijo de Fet o del segundo marido de esta mujer, que se desposó en 1822 con un rico propietario ruso cuando Afanasi ya había nacido. Debido a esta razón, debió registrar al niño en Rusia con el apellido de su primer esposo.
Afanasi se casó con María Petrovna Bótkina, hermana del crítico y traductor Vasili Botkin. Publicó sus poemas en la revista Sovreménnik (El contemporáneo) hasta 1859, cuando rompe con los nuevos directores (Nikolái Chernishevski y Nikolái Dobroliubov) y comienza a colaborar en El moscovita. A imitación de León Tolstói, terminó retirándose a sus posesiones. En 1880 regresa a Moscú y se dedicó a sus traducciones y composiciones. También escribió unas memorias.
La poesía de Fet canta la belleza de las mujeres, la alegría de vivir, el encanto de las noches de verano o los paisajes invernales. Tradujo del latín obras de Juvenal y de Horacio. También tradujo al ruso a Goethe y a Shakespeare.